# 越村信三郎
越村 信三郎（こしむら しんざぶろう、1907年10月16日 - 1988年11月27日）は、日本の経済学者・会計学者。第5代横浜国立大学学長。
石川県金沢市出身。1933年東京商科大学（現一橋大学）卒。大塚金之助門下。横浜高等商業学校講師、助教授、教授を経て、太平洋戦争が始まると、1943年に総力戦研究所研究員となる。日本の降伏後、1949年後身の横浜国立大学教授兼横浜経済專門学校教授、1953年評議員。同年「経済循環の原理」で関西学院大学より経済学博士の学位を取得。1956年日本学術会議会員、1961年経済学部長、1969年学長事務取扱、1970年学長。1973年定年退官、名誉教授、和光大学教授、1978年退職、名誉教授。1978年勲二等旭日重光章受勲。1988年叙正四位。マルクス経済学の分野で経済循環を数学的に解析し、のち会計学を研究した。
ゼミの指導学生に久保庭眞彰（一橋大学名誉教授）など。

## 著書
- 『経済循環の基本図式』日本評論社 1942
- 『経済循環の価値法則』日本評論社 1944
- 『スミス経済学説 経済循環理論を中心として』日本評論社 1946
- 『やさしい資本論』労働文化社 1946
- 『ケネー経済表研究』東洋経済新報社 現代経済学叢書 1947
- 『働く者の經濟學』社会評論社 1947
- 『マルクス経済学説』東洋経済新報社 現代経済学叢書 1947
- 『アダム・スミス』平凡社 1948
- 『資本蓄積と計画経済』経済社 1948
- 『図解資本論 第1巻』月曜書房 1948

『図解資本論 資本の生産過程の分析 第2巻』月曜書房 1949
- 『経済学概論』労働文化社 現代経済学全書 1950
- 『経済循環図 およびその数学的解析』前野書店 1951
- 『労働価値説の数学的展開』関書院 1951
- 『経済学史』新評論社 1953　春秋社 1962
- 『図解資本論 第1巻 (資本の生産過程の分析)』春秋社 1953
- 『図解資本論 第2巻 (資本の流通過程の分析)』春秋社 1953
- 『図解資本論 第3巻 (資本主義的生産の総過程の分析)』春秋社 1953
- 『再生産論 価値法則の発展と変容に照応する再生産模型の探究』東洋経済新報社 1956
- 『経済学図説 古典派から近代経済学まで』春秋社 1959
- 『マルクス主義計量経済学 労働価値説体系への行列および行列式理論の応用に関する一研究』東洋経済新報社 1961
- 『五大経済学説ABC スミス,リスト,マルクス,マーシャル,ケインズ』野田経済社 1964
- 『恐慌と波動の理論 再生産との関連において』春秋社 1967
- 『行列簿記のすすめ 電算機時代の会計』日本経済新聞社 日経文庫 1967
- 『行列簿記 原理と応用 詳解』第三出版 1968
- 『行列原価計算』第三出版 1971
- 『行列簿記による企業診断』同文館出版 1973
- 『マトリクス思考 新しい経済の見方・考え方』日本経済新聞社 1973
- 『くらしと経済 値段はどうしてきまる』工藤恒美絵 ポプラ社 ポプラ・ブックス 1974
- 『マトリクス入門 経済人・会計人の常識』同文館出版 1974
- 『マトリクス経済学 経済学と会計学との統一をめざして』同文館出版 1976
- 『計画経済入門 プラノマトリクス』春秋社 現代社会科学叢書　1977
- 『マトリクス原価計算』日本経済新聞社 日経文庫 1977
- 『だれにもできるマトリックス会計 経営を変える経理革命』ソーテック社 1980
- 『マトリックス経営と未来会計 あなたの会社の命運がわかる』ソーテック社 1980
- 『日本企業のマトリックス分析 会社の経営が一目でわかる』ソーテック社 1981
- 『戦略マトリックス会計 OA時代の利益倍増プラン』ソーテック社 1982
- 『経理オートメ化の手法 メカトロ企業の競争力比較』ソーテック社 1983
- 『巨大プラン 海洋黄金郷日本を救う』ソーテック社 1984
- 『国土を10倍にする法 ニュー・サイエンス・ユートピア』春秋社 1986
- 『いくつ峠を越えたかな』春秋社 1987
- 『四元的価値のパラダイム マルクス経済学と近代経済学の統一のために』白桃書房 1989

### 共著編
- 『最近の独占研究』編 東洋経済新報社 1959
- 『資本論の展開 批判・反批判の系譜』石原忠男、古沢友吉共編著 同文館出版 1967
- 『独占資本論への道 現代資本主義への理論的接近』石原忠男、古沢友吉共編著 同文館出版 1969
- 『現代資本主義の構造分析』石原忠男、古沢友吉共編著 同文館出版 1972
- 『OA時代の経理戦略』共著 中央経済社 1982

### 翻訳
- H.W.スピーゲル編『経済思想発展史』東洋経済新報社

第1 経済学の黎明(伊坂市助共監訳）1954
第2 古典学派(長洲一二共監訳）1954
第3 社会主義と歴史学派』古沢友吉共監訳 1954
第4 限界効用学派』山田長夫共監訳 1954
第5 近代経済学』佐藤豊三郎共監訳 1955
- ルイゼ・ドルネマン『マルクス夫人伝』東洋経済新報社 1956
- R.マテシッチ A・コーコラン他著『行列会計学入門 システムズ・アナリシスへのアプローチ』監訳 第三出版 1969
- R.マテシッチ『会計と分析的方法』監訳 遠藤久夫,廿日出芳郎,久木田重和訳 同文館出版 1972－74

## 論文
- ＜越村信三郎